# Sandy West
Sandy West (ur. 10 lipca 1959 w Long Beach, zm. 21 października 2006 w San Dimas) – amerykańska perkusistka rockowa, była założycielka oraz członkini zespołu glamrockowego/punkrockowego The Runaways.
Swój pierwszy zespół, The Runaways założyła w 1975 roku, wspólnie z gitarzystką Joan Jett i niedoszłą wokalistką Kari Krome, z pomocą producenta Kima Fowleya. Inspiracją dla perkusistki byli John Bonham z Led Zeppelin oraz Roger Taylor z grupy Queen.